# Бульвар Павла Филонова
Бульва́р Па́вла Фило́нова — улица на юге Москвы в Даниловском районе Южного административного округа от улицы Александра Богомазова.

## Происхождение названия
Бульвар получил название в августе 2018 года в честь советского художника, одного из лидеров русского художественного авангарда Павла Филонова (1883—1941). Одновременно 10 улиц в районе бывшей промышленной зоны завода имени Лихачева («ЗИЛ») были названы именами знаменитых художников, работников ЗИЛа, его основателей и директора.

## Описание
Улица начинается от улицы Александра Богомазова, проходит на юго-восток параллельно улице Роберта Фалька.